# Коњуш
Коњуш (слч. Koňuš) насељено је мјесто са административним статусом сеоске општине (слч. obec) у округу Собранце, у Кошичком крају, Словачка Република.

## Становништво
| Година:    | 1994. | 2004.   | 2014.   | 2024.   |
| ---------- | ----- | ------- | ------- | ------- |
| Број људи: | 391   | 360     | 348     | 325     |
| Разлика:   |       | -7,92 % | -3,33 % | -6,60 % |

| Година:    | 2023. | 2024.   |
| ---------- | ----- | ------- |
| Број људи: | 327   | 325     |
| Разлика:   |       | -0,61 % |

Према подацима о броју становника из 2024. године насеље је имало 325 становника.